# Reynaldo Fonseca
Reynaldo de Aquino Fonseca, mais conhecido como Reynaldo Fonseca, é um ilustrador e muralista. Frequenta como ouvinte a Escola de Belas Artes de Pernambuco, no Recife, em 1936, onde é aluno de Lula Cardoso Ayres (1910 - 1987), e faz curso de magistério em desenho. Em 1944, reside no Rio de Janeiro, e estuda com Candido Portinari (1903 - 1962) por seis meses. É um dos fundadores da Sociedade de Arte Moderna do Recife - SAMR, associação que propõe a ruptura com o sistema acadêmico de ensino. Realiza viagem de estudos à Europa, em 1948. Estuda gravura em metal com Henrique Oswald (1918 - 1965) no Liceu de Artes e Ofícios do Rio de Janeiro, entre 1949 e 1951. Além da gravura, utiliza a aquarela e, predominantemente, a técnica de óleo sobre tela, apresentando uma produção figurativa. Em meados de 1952, torna-se professor catedrático de desenho artístico na Escola de Belas Artes da Universidade Federal do Pernambuco - UFPE. Frequenta o Ateliê Coletivo, fundado por Abelardo da Hora (1924), e realiza cursos de desenho. Realiza mural para o Banco do Brasil, no Recife, em 1964. Volta a residir no Rio de Janeiro em 1969, e retorna ao Recife no início da década de 1980. Ilustra, entre outros, o livro Pintura e Poesia Brasileiras, com poemas de João Cabral de Melo Neto (1920 - 1999), publicado em 1980. Entre 1993 e 1994 o Centro Cultural Banco do Brasil - CCBB promove mostra retrospectiva de sua produção no Rio de Janeiro e em São Paulo.